# Protection Assay
Ein Protection Assay (zu deutsch Schutzversuch) bezeichnet eine biochemische Methode zur Bestimmung geschützter und somit für Enzyme, Chemikalien oder Markierungen unzugänglicher Molekülstrukturen.

## Prinzip
Beim Protection Assay werden Biomoleküle einer Behandlung unterzogen, beispielsweise der Inkubation mit einem Enzym. Der Protection Assays beruht auf der geringeren Zugänglichkeit abgedeckter Molekülbereiche. So kann das zu untersuchende Molekül unterschiedlichen Bedingungen (z. B. Inhibitoren, denaturierende Temperaturen, Salze, Vernetzer) unterworfen werden. Der Vergleich zur Negativkontrolle erlaubt Rückschlüsse auf eine entsprechende Veränderung. Das Biomolekül kann auch zum Nachweis einer Interaktion mit einem weiteren Molekül inkubiert werden. Die veränderte Zugänglichkeit erlaubt in diesem Fall Hinweise auf eine Bindung und gegebenenfalls auch auf die Bindungsstelle.

### Proteine
Bei Proteinen werden z. B. in einem limited proteolysis assay (synonym protease exclusion assay) verschiedene Proteasen zum Abbau zugänglicher Proteinstrukturen verwendet. Durch die Proteinfaltung des abzubauenden Proteins können manche Proteasen nur dessen oberflächennahe Bereiche abbauen. Insbesondere Proteasen mit einem weniger exponierten (d. h. tiefer liegenden) aktiven Zentrum können räumlich bedingt nur ungefaltete Bereiche ihres Substrats abbauen. Mit einer Veränderung der Temperatur kann die Thermostabilität eines Proteins untersucht werden, da bei Erhöhung der Temperatur das Protein entfaltet wird. Dies ist eine Variante des Thermal Shift Assays. Wichtige Erkenntnisse erlaubt die limitierte Proteolyse auch nach Ligandenbindung. So erlaubt die veränderte Zugänglichkeit nach der Inkubation nukleärer Rezeptoren mit dem spezifischen Hormon oder mit einer DNA-Zielsequenz, Hinweise auf allosterische Veränderungen.

### DNA
Nukleinsäuren werden z. B. zur Untersuchung von Nukleosomen einem nuclease protection assay oder zur Untersuchung von spezifischen Protein-DNA-Interaktionen einem DNAse Footprinting Assay unterzogen. So sind z. B. um Histone gewickelte DNA-Stränge oder von DNA-bindenden Proteinen bedeckte DNA-Sequenzen für manche Nukleasen nicht zugänglich, während ungebundene DNA-Abschnitte abgebaut werden können. Dadurch zeigt sich z. B. bei Nucleosomen in einer Agarose-Gelelektrophorese nach einem teilweisen Abbau der DNA eine DNA-Leiter. Die Bindungsequenzen können auch durch Inkubation von Protein-DNA-Komplexen mit Exonukleasen identifiziert werden.

### RNA
In einem RNase protection assay werden RNA mit spezifisch bindenden RNA-Hybridisierungssonden vor einem Abbau durch Einzelstrang-abbauende RNasen geschützt. Dadurch kann ein Transkriptionsstartpunkt identifiziert werden. Ein RNase protection assay kann zum Schutz eines Moleküls bei einer RNA-Reinigung unter Verdau aller weiteren RNA-Moleküle anderer Sequenz verwendet werden. Durch die Abwesenheit anderer RNA-Sequenzen sinkt die Nachweisgrenze bei einer RT-PCR, weil die Spezifität der Primerbindung erhöht wird.

### DNA/RNA
Ein klassisches Verfahren der Molekularbiologie ist der S1-Assay. Bei dieser Methode zur Untersuchung von DNA-RNA-Hybriden bedient man sich der einzelstrangspezifischen Nuclease S1 aus Aspergillus oryzae. In einem DNA-RNA Hybrid schneidet S1 die nicht hybridisierten einzelsträngigen Abschnitte an den Enden des Hybrids. Das Ergebnis ist ein vollständig doppelsträngiges Hybrid. Bei der Untersuchung verwendet man am 5'-Ende radioaktiv markierte DNA, die z. B. den Transkriptionsstart eines Gens umfasst. Zur Größenanalyse trennt man die geschützte DNA mit einem Größenmarker oder der Sequenzreaktion der DNA-Probe auf einem denaturierenden Polyacrylamidgel auf.